# Deinopis giltayi
Deinopis giltayi är en spindelart som beskrevs av Roger de Lessert 1930. Deinopis giltayi ingår i släktet Deinopis och familjen Deinopidae.
Artens utbredningsområde är Kongo. Inga underarter finns listade i Catalogue of Life.